# Kraftwerk Ibiza
Das Kraftwerk Ibiza (spanisch Central Térmica de Ibiza) ist ein Gasturbinenkraftwerk auf der Baleareninsel Ibiza.

## Beschreibung
Das Kraftwerk in der Nähe des Hafens der Stadt Ibiza wurde 1971 mit Schiffsdieselmotoren in Betrieb genommen und im Laufe der Jahre mit Gasturbinen ausgebaut. Die gesamte installierte Leistung der 6 Gruppen mit 15 Erzeugungseinheiten beträgt heute insgesamt 366 Megawatt, wovon etwa die Hälfte aus Dieselmotoren und die andere Hälfte aus Gasturbinen besteht.

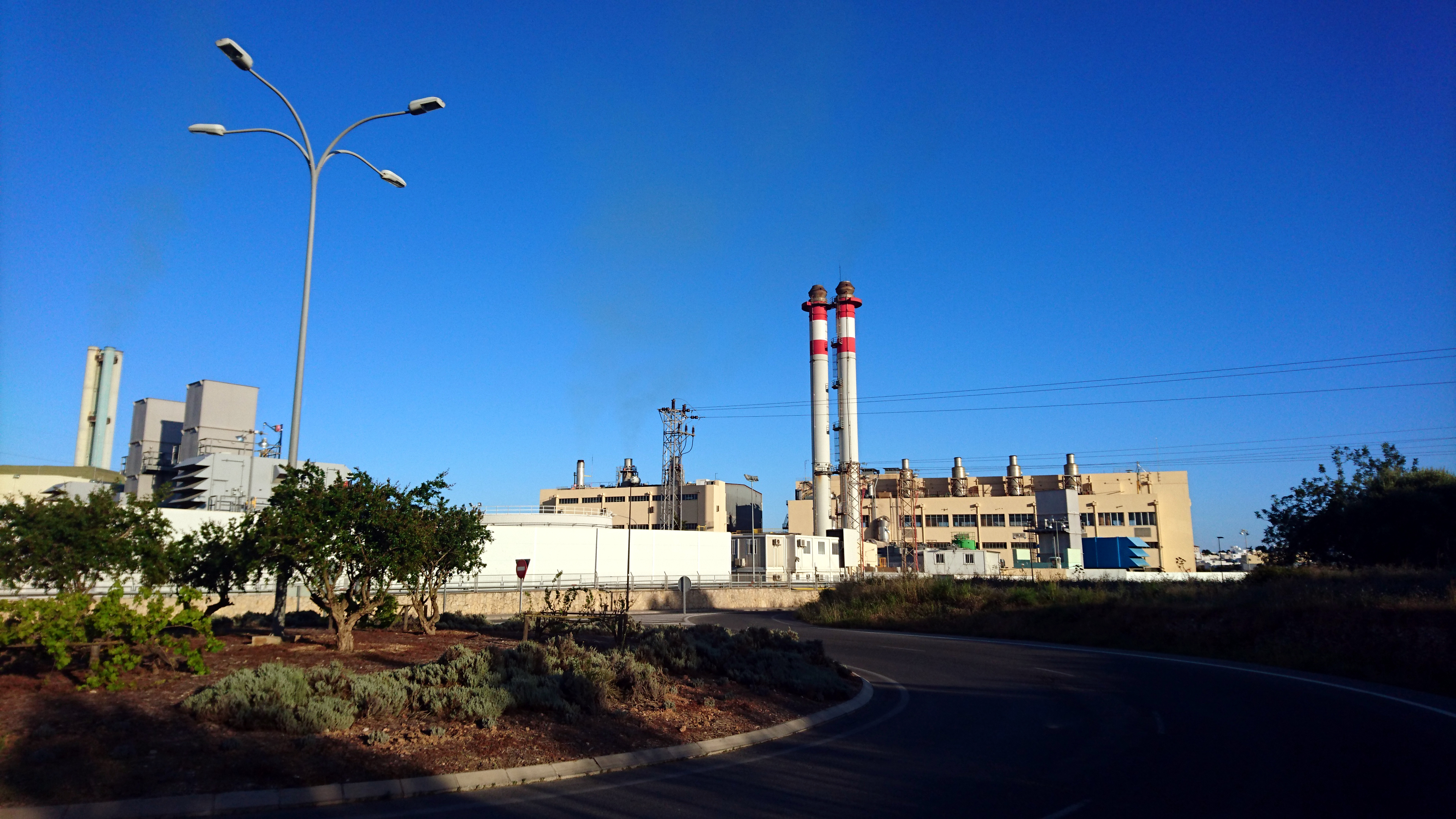
Das Kraftwerk 2017

Das Kraftwerk von Ibiza besteht aus 13 Dieselmotoren unterschiedlicher Leistung, zwei Motoren mit 18,3 MW, zwei Motoren mit 16 MW, drei Motoren mit 15,5 MW, vier Motoren mit 8,3 MW und zwei Motoren mit 3 MW. Für Notfälle und zur Deckung der Spitzenlast wurden zwei Gasturbinen installiert, eine mit einer Leistung von 25 MW und die andere mit 14 MW. Weitere 25-MW-Gasturbinen wurden zugebaut. Seit 2011 wird das Kraftwerk hauptsächlich mit Erdgas betrieben, die vorhandenen Diesel-Tankanlagen dienen als Kraftstoffreserve für Notfallsituationen.
Die Anlage integriert auch eine Gasturbine mit 14 MW Nennleistung für die Insel Formentera, die über ein 30-kV-Seekabel mit Ibiza verbunden ist.
Betreiber ist das spanische Energieunternehmen GESA-Endesa. Von Montag bis Freitag kann das Kraftwerk nach Voranmeldung besichtigt werden.